# Оранжина
Оранжина (Orangina фр. вимова: [ɔʁɑ̃ʒina]) — газований напій з цитрусовим смаком та ароматом, що виготовляється з використанням апельсинового, лимонного і мандаринового соків, апельсинової цедри та м'якоті. Вперше цей напій був представлений на торговому ярмарку у Франції, а продаватися почав у Французькому Алжирі алжирцем Леоном Бетоном (Léon Beton).

## Історія
Оранжина була вперше представлена під назвою Наранджіна (Naranjina) на Марсельської Торговому Ярмарку своїм винахідником, іспанською хіміком лікарем Триго (Trigo), який винайшов її в 1933 року. Пізніше на іспанському ринку напій називався «TriNaranjus», а в цей момент під назвою TriNa. Леон Бетон купив технологію виготовлення та почав виробляти напій у колоніальному Алжирі. Після набуття Алжиром незалежності у 1962 року виробництво було перенесено до Франції.
Компанія, заснована Бетоном, приєдналася до групи компаній Pernod Ricard в 1984 року.
У 2000 Оранжина була придбана компанією Cadbury Schweppes серед інших дочірніх компаній Pernod Ricard із виробництва газованих напоїв. Подальша спроба продажу компанії Кока-Колі не вдалася внаслідок відсутності домовленості про ціну.
У 2006 Cadbury Schweppes вирішила сконцентруватися на виробництві шоколаду і почала пошуки покупців для вироблених газованих напоїв, які були у власності. Як виробника безалкогольних напоїв номер три у світі, її не змогли купити ні The Coca-Cola Company, ні PepsiCo, внаслідок чого компанія була розділена.

### Північна Америка
У США і Канаді бренд був придбаний корпорацією Cadbury Schweppes. Спочатку для північноамериканського ринку Оранжина вироблялася в Канаді, але виробництво було перенесено до міста Гаяліа у штаті Флорида Сполучених Штатів Америки, на виробничі потужності компанії Mott's LLP, яка зараз є частиною Cadbury Schweppes.

### Решта світу
Починаючи з 2006 року приватні інвестиційні компанії Blackstone Group та Lion Capital LLP придбали бренд за межами Північної Америки у вигляді компанії під назвою Orangina Schweppes.
У листопаді 2009 року власник марки знову помінявся, ним став японський виробник напоїв Suntory. У Великій Британії напій виготовляється за ліцензією компанією A.G. Barr plc з Глазго, найбільш відомої з напою Irn-Bru.
Оранжина дуже популярна в Європі і менше у Північній Америці. Оранжина також виробляється за ліцензією у В'єтнамі компанією Foster's Group Limited та продається в гіпермаркетах Carrefour на Тайвані. Напій також виробляється в Ірані компанією Shemshad Noosh co.